# امبرائر ئی‌ام‌بی ۱۲۱ شینگو
امبرائر ئی‌ام‌بی ۱۲۱ ژینگو (به انگلیسی: Embraer EMB 121 Xingu) یک هواپیمای ساختِ امبرائر در کشور برزیل است که در سال ۱۹۷۷–۱۹۸۷ ساخته شد. نخستین استفاده‌کنندهٔ این هواپیما نیروی هوایی فرانسه بوده‌است. این هواپیما در ۱۰ اکتبر ۱۹۷۶ میلادی نخستین پرواز خود را انجام داد.

## استفاده‌کنندگان نظامی

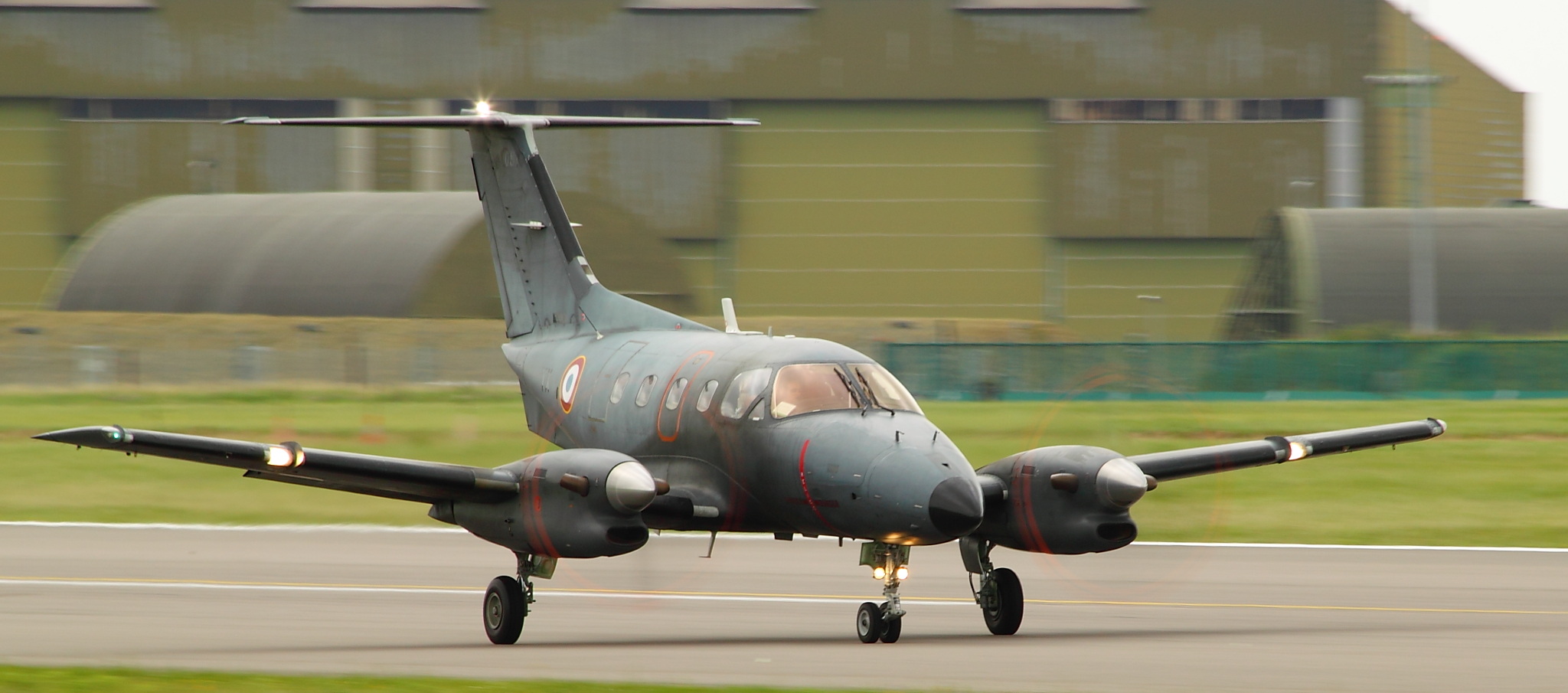
یک شینگوی نیروی هوایی فرانسه.

برزیل
- نیروی هوایی برزیل

 فرانسه
- نیروی هوایی فرانسه
- نیروی دریایی فرانسه